# 李茂貞
秦忠敬王李茂貞（856年—924年），字正臣。深州博野（今河北蠡縣）人。原名宋文通，曾為宦官田令孜螟蛉子，改名田彦宾。後受唐朝天子賜李姓，改名李茂貞，唐末軍閥之一，五代時期岐國君主。

## 生平
宋文通祖父宋铎，祖母张氏；父宋端，母卢氏。

### 早期迅速擴張
唐僖宗乾符年間（874年－879年），宋文通時為鎮州（今河北正定，成德軍首邑）轄下博野軍士卒，派駐守衛京師長安（今陝西西安），後遷鳳翔（今陝西鳳翔），曾擊敗黃巢部將尚讓，因功升為神策軍指揮使。他任右神策统军时，为诸军所恨，当权宦官田令孜想趁召见之机杀之，但见面后却高兴地养他为子，起名田彦宾。
光啟元年（885年），河東節度使李克用進軍關中擊潰靜難節度使朱玫、鳳翔節度使李昌符，僖宗逃出京師，朱玫欲挾持僖宗，宋文通時為神策軍扈蹕都將，率軍抵擋朱玫手下大將王行瑜之追兵。不久，朱玫亂平，宋文通因功受任命為武定節度使，為僖宗賜姓名為李茂貞，字正臣，编入大郑王（李元懿）房宗籍。光啟三年（887年），擊殺李昌符，再因功拜鳳翔節度使。
唐昭宗大順元年（890年），李茂貞受封為隴西郡王。景福元年（892年），攻克宦官楊復恭的根據地興元府（今陝西漢中），遂兼併山南西道，成為關中一帶最具實力的藩鎮，此後逐漸驕傲自大，因昭宗不让其兼领山南西道而上表直斥昭宗和宰相。景福二年（893年），因昭宗對李茂貞的跋扈不能容忍，於是命嗣覃王李嗣周率新组建的禁军討伐，但禁军反為李茂貞及静难节度使王行瑜所敗。李茂贞、王行瑜指宰相杜让能为自己与昭宗失和的祸首，迫使昭宗诏贬杜让能，李茂贞、王行瑜仍不满，昭宗只得赐死杜让能。

### 中期發展受挫
乾寧二年（895年），護國節度使（河中節度使）王重盈去世，王重盈侄王珂与王重盈子王珙爭位，王珂為李克用之婿，故李克用為其請求唐政府任命為河中節度使；而李茂貞與王行瑜、匡國節度使韓建支持王珙，但為昭宗所拒，三帥遂聯軍進京挾持昭宗，迫使昭宗贬斥宰相韦昭度、李磎，并不经昭宗同意杀害二相，更图谋废帝另立皇兄吉王李保。不久，李克用率軍勤王，敗聯軍，殺王行瑜，奪回昭宗，李茂貞的勢力第一次受挫，惟昭宗担心李克用无人可制而命其停止讨伐李茂贞和韩建。待李克用退兵後，李茂貞復驕橫如故，再度佔據河西州縣，夺取静难军、泾原军等。
乾寧三年（896年），李茂貞藉口昭宗命宗室諸親王建立軍隊一事，乃為了攻己，因此進軍京師，昭宗出奔華州（今陝西華縣），依韓建。李茂貞的鳳翔軍進入長安後，宮室、房舍全部付之一炬。
數年後，昭宗歸長安，李茂貞與唐政府和好，並於光化四年（901年）被進封為尚书令、侍中、岐王。同年稍後，宣武節度使朱全忠進軍京師，李茂貞有挾天子以令諸侯之心，遂脅持昭宗至鳳翔，并迫使昭宗嫡女平原公主下嫁自己的儿子李继侃。但朱全忠不久兵圍鳳翔，鳳翔被圍困甚久，糧食不繼，李茂貞於是在天復三年（903年）向朱全忠請和，歸還昭宗，辞尚书令，仍为中书令，并送还平原公主。而經此一役，李茂貞所據秦嶺以南州縣為西川節度使王建趁機占領，關中州縣亦為朱全忠所併，實力因此受到重挫，以後亦無法恢復。但王建在判官冯涓建议下，为免与强大的中原政权相争而没有趁机消灭李茂贞，而是将其保存下来作为屏障，还与其盟好结亲。

### 晚期力圖自保
唐哀帝天祐四年（907年）朱全忠篡唐，建立後梁。李茂貞仍用昭宗天复、哀帝天祐年號，以示與後梁對抗，但亦開岐王府，設置百官，以其所居為宮殿，其妻稱皇后，各種儀制都跟皇帝一樣。然而實力大不如前，后梁大将刘知俊来投时，他已因地盘狭小无法任其为节度使，后来才任其为泾原节度使。李茂贞联合养子静难节度使李继徽与刘知俊对朔方军和定难军的军事行动也都无果。天复十一年（911年），李茂贞与王建建立的前蜀冲突，虽由从子李继崇和刘知俊取得青泥岭之战的胜利，但仍被击退。十五年（915年），李继徽被儿子李彦鲁毒死，李继徽养子李保衡又杀李彦鲁并以静难军投降后梁，年末天雄军亦被前蜀攻占，李继崇、刘知俊相继投降前蜀。唐亡後的十餘年間，李茂貞屢為後梁、前蜀所敗，將叛城降，疆域日蹙。
岐國天祐二十年（923年），後唐滅後梁，李茂貞面對此一強大的新興勢力，無法繼續並肩稱雄，於是在次年（924年）向後唐稱臣，李存勗則將李茂貞改封秦王，具有獨立性質的岐王國因此消失，數月後李茂貞去世，諡忠敬王（秦忠敬王）。其子李从曮继位。

## 評價
李茂貞事母至孝，母親去世時，哀慟不已，聽到的人皆有所稱讚。又很有智略，軍旅之事尤其過目不忘。李茂貞個性仁慈寬大，所以士卒都能服從，但是也因此軍紀敗壞。在朱全忠擊滅各大小藩鎮，席捲中原並建立後梁之際，李茂貞雖實力日衰，但因其地處一隅而能倖免，不僅曾稱孤道寡，本人又能善終，實屬唐末以來割據的藩鎮軍閥中較幸運的一位。

## 家庭

### 妻
- 刘皇后

### 子女
- 儿子
  - 李繼曮，第六子[1]，926年改李從曮
  - 李繼昶，926年改李從昶
  - 李繼照，926年改李從照
  - 李繼暐
  - 李繼侃或李侃，902年一度作宋侃，903年娶妻平原公主。改姓宋是为避与平原公主（李姓）结婚触犯同姓不婚的禁忌。另有说其本为李茂贞的养子。
  - 李某
  - 李继崇，陇西郡王，或作从子
- 养子
  - 李繼臻
  - 李繼密，本名王万弘，902年降王建并恢复本名，后自杀
  - 李繼鵬，本名阎，895年为李茂贞所诛
  - 李繼顒，895年为王宗侃所杀
  - 李繼雍
  - 李繼徽，本名楊崇本，901年降朱全忠并恢复本名，904年重归李茂贞并改回李继徽，914年被子李彦鲁毒杀
  - 李繼远，本名符道昭，902年降朱全忠
  - 李繼瑭
  - 李繼寧，897年被王建俘虏
  - 李繼溥，897年降王建
  - 李繼筠，李茂贞兄李茂庄子，903年被李茂贞所诛
  - 李繼忠
  - 李繼鐐，902年被朱全忠俘虏
  - 李繼欽
  - 李繼直，909年被韩逊所杀
  - 李繼夔
  - 李繼岌，本名桑弘志，916年降王建并恢复本名
  - 李繼陟
  - 李繼诲，本名周承诲，903年被李茂贞所诛
  - 李繼宠，903年降朱全忠
- 女儿，李茂贞墓志记五女，其妻刘氏墓志记三女。两位墓志记载的女儿情况并不相同，或因墓志有误，或因部份女兒非劉氏所出，或因女儿改嫁，已无法考证。
  - 长女，出嫁柳氏
  - 次女，出嫁卢氏
  - 又次女，出嫁卢氏
  - 又次女，出嫁郭氏
  - 又次女，出嫁路氏
  - 刘氏长女，出嫁卢氏
  - 刘氏次女，出嫁凤翔节度判官韩昉
  - 刘氏三女，出嫁凤翔节度推官张居逊

## 延伸阅读
[在维基数据编辑]
 在维基文库阅读此作者作品
 《舊五代史/卷132》，出自薛居正《舊五代史》
 《新五代史/卷40》，出自歐陽修《新五代史》